# Kūpapa
 (juin 2024).
La mise en forme du texte ne suit pas les recommandations de Wikipédia : il faut le « wikifier ».
Les points d'amélioration suivants sont les cas les plus fréquents. Le détail des points à revoir est peut-être précisé sur la page de discussion.
- Les titres sont pré-formatés par le logiciel. Ils ne sont ni en capitales, ni en gras.
- Le texte ne doit pas être écrit en capitales (les noms de famille non plus), ni en gras, ni en italique, ni en « petit »…
- Le gras n'est utilisé que pour surligner le titre de l'article dans l'introduction, une seule fois.
- L'italique est rarement utilisé : mots en langue étrangère, titres d'œuvres, noms de bateaux, etc.
- Les citations ne sont pas en italique mais en corps de texte normal. Elles sont entourées par des guillemets français : « et ».
- Les listes à puces sont à éviter, des paragraphes rédigés étant largement préférés. Les tableaux sont à réserver à la présentation de données structurées (résultats, etc.).
- Les appels de note de bas de page (petits chiffres en exposant, introduits par l'outil «  Source ») sont à placer entre la fin de phrase et le point final[comme ça].
- Les liens internes (vers d'autres articles de Wikipédia) sont à choisir avec parcimonie. Créez des liens vers des articles approfondissant le sujet. Les termes génériques sans rapport avec le sujet sont à éviter, ainsi que les répétitions de liens vers un même terme.
- Les liens externes sont à placer uniquement dans une section « Liens externes », à la fin de l'article. Ces liens sont à choisir avec parcimonie suivant les règles définies. Si un lien sert de source à l'article, son insertion dans le texte est à faire par les notes de bas de page.
- La présentation des références doit suivre les conventions bibliographiques. Il est recommandé d'utiliser les modèles {{Ouvrage}}, {{Chapitre}}, {{Article}}, {{Lien web}} et/ou {{Bibliographie}}. Le mode d'édition visuel peut mettre en forme automatiquement les références.
- Insérer une infobox (cadre d'informations à droite) n'est pas obligatoire pour parachever la mise en page.

Pour une aide détaillée, merci de consulter Aide:Wikification.
Si vous pensez que ces points ont été résolus, vous pouvez retirer ce bandeau et améliorer la mise en forme d'un autre article.
Les Kūpapa étaient des Maoris qui combattirent aux côtés des Britanniques lors des guerres maories du XIXe siècle.
Les motivations des kūpapa variaient considérablement, tout comme leur degré d'engagement envers la cause britannique. L'historien James Belich a distingué trois catégories de groupes.

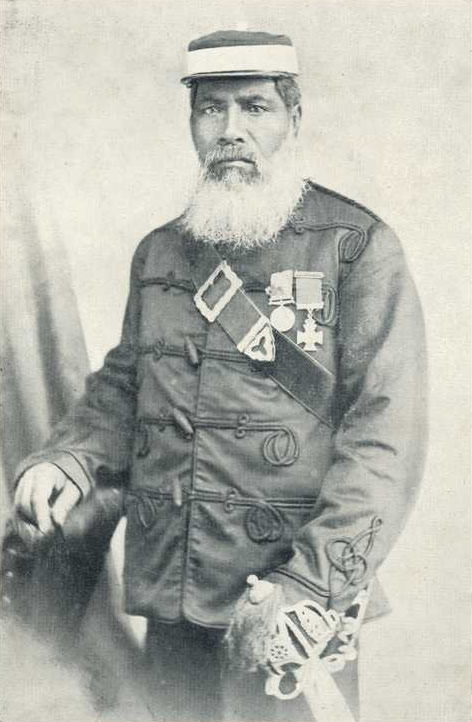
Chef Ngāti Porou et chef kūpapa, le major Ropata Wahawaha.

 À une extrémité de l’échelle se trouvaient les groupes kūpapa qui soutenaient sans réserve les Britanniques. Il s'agissait notamment de la plus grande tribu de Nouvelle-Zélande, les Ngāpuhi, (estimée par le démographe Ian Pool à 40 % de tous les Maoris en 1840) qui a tenu une réunion sous la direction de leur chef Tāmati Wāka Nene, dans le Hokianga en 1863 pour soutenir le gouvernement dans la guerre. contre les « rebelles » du Waikato. Waka Nene, qui était un proche partisan du gouverneur Grey, proposa les services de guerriers Ngāpuhi, ce que Grey refusa. Elle comprenait également la majeure partie des Arawa, de Rotorua et de Bay of Plenty, qui s'étaient éloignés de leurs voisins  maoris et cherchaient une alliance avec le gouvernement pour survivre dans l'isolement. D'autres groupes profondément engagés étaient des bandes de guerriers affiliés à des chefs tels que Ropata Wahawaha de Ngāti Porou et Te Keepa Te Rangihiwinui de Wanganui dont le pouvoir dans la tribu s'était accru en raison de leurs activités de kūpapa.
Une deuxième catégorie comprenait des groupes qui soutenaient la cause britannique pour une raison qui leur était propre – soit pour protéger leurs activités économiques auprès des colons britanniques, soit pour obtenir un avantage sur leurs rivaux locaux. Belich suggère que l'implication des kūpapa dans la bataille de Moutoa le 14 mai 1864, contrecarrant un raid de Pai Mārire sur Whanganui, était motivée par leur désir de protéger leurs précieuses relations commerciales dans la colonie.
Une troisième catégorie de kūpapa apporta un soutien superficiel aux Britanniques, accompagnant les expéditions coloniales mais refusant de se lancer dans de nombreux combats. Certains de cette catégorie se joignirent simplement pour gagner de l'argent : les guerriers Wanganui qui rejoignirent les Britanniques pour combattre Tītokowaru pendant les hostilités de 1868-1869 recevaient quatre shillings par jour.
Belich affirme que les Britanniques reconnaissaient rarement les différents niveaux d'engagement et accusaient fréquemment kūpapa de trahison, de lâcheté, de léthargie et d'incompétence. Mais il dit que les kūpapa étaient souvent de bons soldats, en particulier lorsqu'ils bénéficiaient du soutien du gouvernement qui leur permettait de rassembler des forces importantes et de les maintenir plus longtemps que leurs ennemis maoris. Il conclut : « Malgré leur engagement nuancé, les kūpapa étaient vitaux pour les colons après le retrait des troupes impériales. Sans eux, les opérations coloniales de 1864-1868 auraient été bien moins fructueuses et les guerres contre Tītokowaru et Te Kooti auraient pu être perdues. »
L'historien Michael King a déclaré que les kūpapa Māori ont surtout prospéré à la suite des guerres maories. Il a déclaré que leurs terres et leurs ressources étaient intactes, qu'ils avaient reçu une attention favorable du gouvernement, y compris des épées de cérémonie et des monuments pour leurs morts, et qu'ils avaient également été consultés sur certaines questions de politique publique.
Les chiffres exacts ne sont pas clairs, mais environ 560 soldats britanniques et coloniaux, 250 kūpapa et 2 000 Maoris qui ont combattu contre la Couronne pourraient être morts dans les guerres. Initialement, environ 1 million d'hectares de terres appartenant aux opposants de la Couronne ont été confisqués aux iwi, bien qu'une partie de ces terres ait finalement été restituée.

## Position des Māori dans l'armée britannique
Lors des premières escarmouches dans le Taranaki, les fantassins britanniques étaient en infériorité numérique et aidés par des auxiliaires maoris. Cependant, le lieutenant-colonel J. E. Alexander du 2/14e Régiment a remis en question l'efficacité de ces alliés maoris et a noté plus tard: « Il est vrai qu'ils étaient très utiles pour détecter les embuscades, pour se procurer et couper du bois de chauffage, pour construire des wharres  [sic] [des huttes] etc. ; et de cette façon, leur présence dans la force peut être utile, mais les combats devraient peut-être être limités aux seuls soldats blancs.» Indépendamment des observations du lieutenant-colonel, les kūpapa étaient fréquemment utilisés dans les combats et ils étaient également particulièrement rapides dans le processus d'adaptation, y compris la tenue vestimentaire et les coutumes. De plus, ils se sont révélés excellents en termes de tactique et les Britanniques en ont profité de manière significative à de nombreuses reprises.
Les chefs kūpapa entretenaient un dialogue continu concernant les questions d'organisation avec leurs employeurs britanniques. Par exemple, lorsque le colonel J. Whitmore a inclus les chefs Arawa dans les derniers stades de la guerre, ils insistaient sur le paiement de quatre shillings par jour pour leurs guerriers, le même taux que les milices coloniales en service actif. De plus, ils exigeaient trois officiers pour 100 hommes et des déductions minimales sur les salaires pour les rations. Par ailleurs, ils exigeaient une chemise bleue pour chaque guerrier enrôlé.
Les commandants impériaux trouvaient parfois frustrante l'indépendance de ces officiers-chefs. Le major-général Trevor Chute, surnommé « The Kerry Bull » par ses soldats, les a même menacés d’exécution lors des dernières campagnes de Taranaki, bien qu’il n’ait jamais mis cette menace à exécution parce qu’il avait besoin de leur soutien.
Les guerriers Kūpapa étaient de plus en plus efficaces et pour cette raison, ils étaient autorisés à discipliner et à former leurs propres hommes. C'étaient des tireurs d'élite accomplis qui attaquaient depuis le couvert des arbres et se faufilaient fréquemment en territoire ennemi déguisés en renforts. Bien qu'ils portaient des uniformes impériaux et brandissaient des épées, les chefs des auxiliaires étaient des guerriers maoris qui suivaient le code de guerre maori, y compris le concept de utu et cherchaient à se venger par le meurtre.

## Étymologie
La signification du terme kūpapa en te reo māori est interprétée comme « chien rampant rampant sur le sol », cependant, les kūpapa eux-mêmes étaient favorables à des références plus respectables comme « auxiliaires indigènes », « loyalistes », « membres des tribus alliées et étaient également appelés Queenites, de la reine Victoria, et les indigènes amis.
Le mot kūpapa a été utilisé à l'origine comme verbe, nom et modificateur (parents lexicaux). S’il est utilisé comme verbe, il signifie « s’allonger, se baisser, aller furtivement », « rester silencieux » ou « être neutre dans une querelle, collaborer, s’entendre ». Lorsqu’il joue le rôle d’un modificateur, il véhicule le sens d’« être à un niveau bas, près du sol ou au-dessus de la surface ». L’idée cachée derrière ce mot et son usage est claire, et il a donné naissance à un nom kūpapa qui signifiait « un collaborateur, un allié » et faisait référence aux Maoris qui se sont rangés du côté de l’opposition Pākehā ou du gouvernement. La signification originelle et historique a subi des changements au fil du temps et s'est adaptée aux réalités modernes. Son sens est devenu plus péjoratif et plus proche de termes tels que « transfuge », « traître », « quisling » et « Oncle Tom »
Le terme a également eu un usage moderne occasionnel dans un sens péjoratif pour décrire un Maori qui est considéré comme étant du côté des Pākehā ou du gouvernement et agissant contre les intérêts des Maoris dans les conflits avec les autorités gouvernementales,,.
Selon R. I. M. Brunett, le nom traduit semble avoir eu diverses significations et nuances de significations avant d'être adopté par les partisans du camp du contingent autochtone. Par exemple, en janvier 1862, J. Armitage associait « kupapa » à « neutre » dans son rapport sur le conseil de la tribu Ngatitahinga. Deux ans plus tard, le révérend L. Williams a confirmé que les Maoris de Turanga « s’appellent toujours « Kupapa », car ils ne sont partisans d’aucun des deux camps ».
En 1844, le terme a été défini par William Williams comme un verbe « se baisser », et les usages ultérieurs imprimés font référence à un mouvement furtif. Kūpapa, a commencé à être utilisé avec le sens de « neutralité » à la fin de 1861 et n'a commencé à désigner les partisans maoris du gouvernement que vers 1868.
Cependant, le New Zealand Herald du 17 juin 1864 déclara que Kupapa était le « surnom Kingite pour les indigènes de la Reine ». Le révérend B. Y. Ashwell semblait embrasser les deux sens. En juin 1865, il utilisa l'expression « l'un des indigènes amis (Kupapa) » et, cinq mois plus tard, rapporta avoir vu « un bon nombre d'indigènes hostiles qui vivent avec les Kupapa ou parti neutre » à Tamahere.

## Chefs principaux des kūpapa
Pendant la guerre, les chefs supérieurs ont acquis une réputation remarquable en tant que tacticiens et dirigeants talentueux, mais en même temps, ils étaient parfois rivaux. Le major Kemp (Te Rangihiwinui, Taitoko, Te Keepa), un chef de la même région, avait été le principal rival du major Mete Kingi Paetahi. Initialement, comme Paeteahi montrait juste une certaine sympathie envers l'armée de Sa Majesté, Kemp organisa son propre contingent et reçut une commission de capitaine, ce qui encouragea Paeteahi à enfin et pleinement soutenir les Britanniques et à fournir son propre contingent. La bravoure de Kemp et ses compétences guerrières ont impressionné les Britanniques, ce qui lui a valu une épée d'honneur, ainsi que le titre de « Général ».
Mete Kingi lui-même était l'un des Kūpapas les plus renommés et probablement le premier à recevoir un salaire journalier pour ses services. Il a ensuite fourni une interprétation légèrement modifiée du terme « kūpapa ». Alors qu'il s'exprimait devant la Chambre des représentants en juin 1869 concernant la retraite de Waihi à Wanganui l'année précédente et citant les conseils du colonel T. Haultain de s'aligner sur le Pakeha et adopter leurs méthodes, a-t-il déclaré : « Je lui ai expliqué qu'il était d'usage pour les Maoris d'employer une stratégie. En conséquence, j'ai persuadé le groupe de Wanganui de s'aventurer dans les bois. À leur retour, le ministre de la Guerre proposa que si les Maoris étaient organisés en troupes, ils pourraient commencer l'action. Cependant, les Maoris se sont opposés au combat en tant que soldats ; ils préféraient se battre en tant que Kūpapas ».
Un autre officier en chef notable, le major Ropata Wahawaha de la côte est de l'île du Nord de la Nouvelle-Zélande, a également saisi l'occasion de s'engager dans une guerre contre les adversaires de longue date de sa tribu, qui se sont alignés sur le roi maori. Le courage et l’auto-promotion de Ropata, forgés par les récits de son courage et de ses stratégies innovantes, lui ont valu une renommée et une adoration de longue date. Les histoires parlent de son courage extraordinaire, de sa préférence pour l'utilisation d'une canne comme arme, de sa maîtrise du combat à mains nues contre les rebelles et de son leadership intrépide dans des positions périlleuses, ignorant souvent sa propre sécurité.

## Les références
1. ↑  Paperspast.Taranki Herald. Sydney and the War.22 Hereturikoha,1863,p3
2. 1 2 3 4 5  James Belich, The New Zealand Wars, Auckland, Penguin, 1986, 211–213 p. (ISBN 0-14-027504-5)
3. ↑  Michael King, The Penguin History of New Zealand, Auckland, Penguin, 2003, 223 p. (ISBN 0-14-301867-1)
4. 1 2  Danny Keenan, « “New Zealand Wars.” », sur Te Ara, The Encyclopedia of New Zealand (consulté le 30 mai 2024)
5. 1 2 3 4 5 6 7 8  L. H. Barber, « “1844. THE QUEEN’S MAORI ALLIES.” », Journal of the Society for Army Historical Research 62, no. 250,‎ 1984, p. 114–16 (lire en ligne, consulté le 27 mai 2024)
6. ↑  Le mot maori pour une hutte est whare
7. ↑  J. E. Alexander, Incidents of the Maori War: New Zealand in 1860-61, R. Bentley, 1863, 223-224 p.
8. ↑  King Movement 1860-94, NZ history
9. 1 2 3  « “Kūpapa - Te Aka Māori Dictionary.” », sur Kūpapa - Te Aka Māori Dictionary (consulté le 28 mai 2024)
10. ↑  Spike Mountjoy, « Tuhoe Anger Loud And Clear Over Police Raids », sur Scoop, 15 novembre 2007 (consulté le 16 septembre 2023)
11. ↑  Berry, Ruth, « Maori Party debates wider appeal », The New Zealand Herald,‎ 29 novembre 2004 (lire en ligne, consulté le 13 octobre 2011)
12. ↑  Rawiri Taonui, « Ngā tuakiri hōu – new Māori identities », sur Te Ara - The Online Encyclopedia of New Zealand, 1er juin 2017 (consulté le 16 septembre 2023)
13. 1 2 3 4  R. I. M. Burnett, « “KUPAPAS.” », The Journal of the Polynesian Society 74, no. 2,‎ 1965, p. 227–30 (lire en ligne, consulté le 27 mai 2024)
14. ↑  (en) Matiu Baker, Katie Cooper, Michael Fitzgerald et Rebecca Rice, Te Ata o Tū: The Shadow of Tūmatauenga: The New Zealand Wars Collections of Te Papa : The Shadow of Tūmatauenga et The New Zealand Wars Collections of Te Papa, Wellington, Te Papa Press, mars 2024.

- (en) Cet article est partiellement ou en totalité issu de l’article de Wikipédia en anglais intitulé « Kūpapa » (voir la liste des auteurs).